# Jordan Flovie
Pas d'image ? Cliquez ici

a Compétitions nationales et continentales officielles uniquement.

b Matchs officiels uniquement.
Jordan Flovie, né le 15 septembre 1997, est un joueur français de rugby à XIII évoluant au poste d'ailier. Au cours de sa carrière, il débute avec Saint-Estève XIII Catalan lors de la saison 2016-17 avec s'impose petit à petit à son aile. Il remporte avec ce club la Coupe de France 2018 et connaît fin 2018 une sélection avec l'équipe de France contre la Serbie fin 2018.

## Biographie
Son frère jumeau Fabien Flovie est également joueur de rugby à XIII avec lequel il a évolué à Saint-Estève XIII Catalan et en équipe de France. En 2019, il passe des examens sur son épaule et décide une opération l'éloignant par conséquent des terrains pendant deux mois.

## Palmarès
- Collectif :
  - Vainqueur du Championnat de France : 2019[3] (Saint-Estève XIII Catalan).
  - Vainqueur de la Coupe de France : 2018 (Saint-Estève XIII Catalan).

### Détails en sélection
| 1. | 7 octobre 2018 | Serbie | 54-2 | Amical | Alier | 4 | 1 | 0 | 0 |

### En club
| Saison | Club                      | Compétition           | Matchs | Points | Essais | Buts | Drop |
| ------ | ------------------------- | --------------------- | ------ | ------ | ------ | ---- | ---- |
| 2017   | Saint-Estève XIII Catalan | Championnat de France | 5      | 12     | 3      | -    | -    |
| 2018   | Saint-Estève XIII Catalan | Championnat de France | 12     | 56     | 14     | -    | -    |
| 2019   | Saint-Estève XIII Catalan | Championnat de France | 11     | 44     | 11     | -    | -    |
| 2020   | Saint-Estève XIII Catalan | Championnat de France | 11     | 24     | 6      | -    | -    |
| 2021   | Saint-Estève XIII Catalan | Championnat de France | 14     | 32     | 8      | -    | -    |
| 2022   | FC Lézignan               | Championnat de France | 16     | 80     | 20     | -    | -    |
| 2023   | FC Lézignan               | Championnat de France | 6      | 28     | 2      | -    | -    |